# 华阳镇 (洋县)
华阳镇，是中华人民共和国陕西省汉中市洋县下辖的一个乡镇级行政单位。

## 行政区划
华阳镇下辖以下地区：
华阳街村、旱坝村、石塔河村、高峰村、板桥村、吊坝河村、红石窑村、瓦子沟村、小华阳村、中坝村、县坝村、坪堵村、岩丰村、天星村和清溪村。